# Moras
Moras (řecky Μόρας) je kapela z Brna, hrající vlastní řeckou tvorbu žánru world music s prvky art rocku, popu a blues. Kapelu tvoří tři bratři řeckého původu, Jannis, který je autorem textů a hudby, Alexis a Markos. Aranžmá písní tvoří obvykle všichni společně, rozhodujícím kritériem je estetické a emocionální posílení tematologie veršů, které se ve většině případů točí okolo sebepoznávání člověka, pochopení jeho mentality a základních principů jeho existence ve vesmíru.

## Členové kapely
- Jannis Moras – zpěv, akustická kytara, dvanáctistrunná kytara
- Alexis Moras – zpěv, baskytara
- Markos Moras – zpěv, bicí

## Diskografie
- Alkohol hudby (řecky Αλκοόλ της μουσικής; vydáno jako Jannis Moras & Banda), 2017[3][4]